# 1906

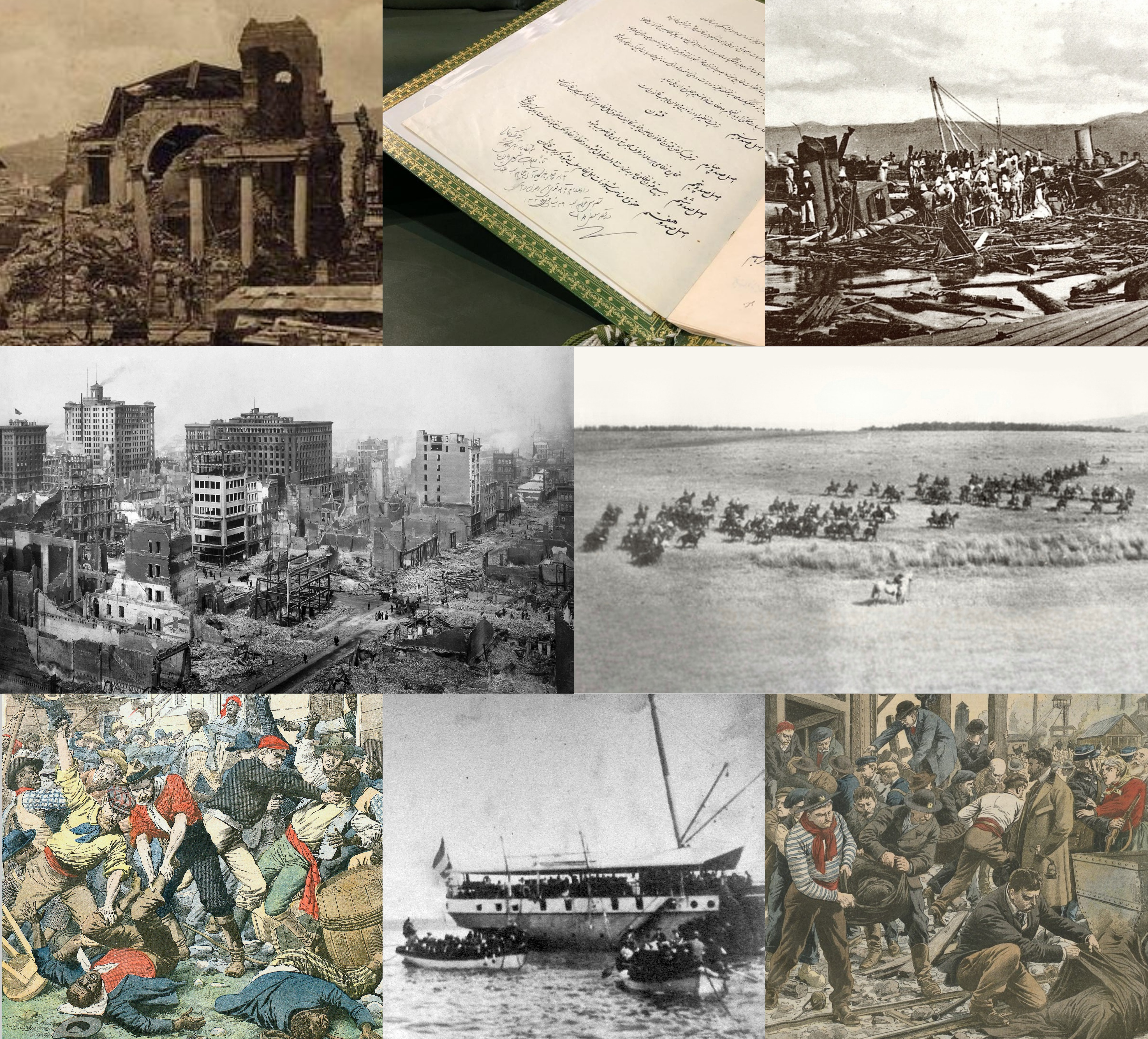

1906 (MCMVI) là một năm thường bắt đầu vào Thứ hai của lịch Gregory và là một năm thường bắt đầu vào Chủ Nhật của lịch Julius, năm thứ 1906 của Công nguyên hay của Anno Domini, the năm thứ 906  của thiên niên kỷ 2, năm thứ 6  của thế kỷ 20, và năm thứ  7   của thập niên 1900. Tính đến đầu năm 1906, lịch Gregory bị lùi sau 13 ngày trước lịch Julius, và vẫn sử dụng ở một số địa phương đến năm 1923. 

## Sự kiện
- 15 tháng 3 - Công ty Rolls-Royce đăng ký hoạt động.
- 18 tháng 4 - Vụ động đất tại San Francisco năm 1906 (khoảng 7,8 độ) ở vết đứt gãy San Andreas phá hủy phần lớn San Francisco, California, làm chết ít nhất 3000 người và 300.000 người mất nhà cửa, thiệt hại 350 triệu đô la Mỹ.

## Sinh
- 11 tháng 1 - Albert Hofmann, nhà hoá học Thuỵ Sĩ (m. 2008)
- 7 tháng 2 - Phổ Nghi, hoàng đế cuối cùng của Trung Quốc (m. 1967)
- 1 tháng 3 - Phạm Văn Đồng, Thủ tướng Việt Nam (m. 2000)
- 1 tháng 4 - Alexander Sergeyevich Yakovlev, nhà thiết kế máy bay Liên Xô (m. 1989)
- 24 tháng 4 - Hà Huy Tập, Tổng Bí thư Đảng Cộng sản Đông Dương (m. 1941)
- 28 tháng 4 - Kurt Gödel, nhà lô-gíc học, toán học và triết học toán (m. 1978)
- 24 tháng 5 - Harry Hammond Hess, nhà địa chất học đã đưa ra học thuyết tách giãn đáy đại dương (mất 1969)
- 29 tháng 6 - Ivan Danilovich Chernyakhovsky, anh hùng quân đội Liên Xô (m. 1945)
- 1 tháng 7 - Jean Dieudonné, nhà toán học người Pháp
- 17 tháng 11 - Honda Sōichirō, nhà sáng lập hãng xe hơi Honda (m. 1973)
- không rõ ngày
- Nguyễn Bình, Trung tướng Việt Nam Dân chủ Cộng hòa (m. 1951)

## Mất
- 16 tháng 2 – Otto Knappe von Knappstädt, tướng lĩnh quân đội Phổ (s. 1815)
- 19 tháng 4 - Pierre Curie, nhà vật lý người Pháp, được Giải thưởng Nobel (s. 1859)
- không rõ ngày
  - Vũ Phạm Hàm, quan văn Việt Nam (s. 1864)
- 27 tháng 12 – Phan Thị Điều, thụy hiệu Từ Minh Huệ Hoàng hậu, phủ thiếp của vua Dục Đức, mẹ vua Thành Thái (s. 1855).

## Giải Nobel
- Vật lý - Sir J. J. Thomson
- Hóa học - Henri Moissan
- Y học - Camillo Golgi, Santiago Ramón y Cajal
- Văn học - Giosuè Carducci
- Hòa bình - Theodore Roosevelt